# Josef Peter Urban
Josef Peter Urban (* 1951 in Kleinziegenfeld) ist ein deutscher Archivar.

## Leben
Er studierte katholische Theologie und Geschichte in Bamberg und Würzburg (1977 Dipl. theol.; 1981 Dr. theol.). Von 1977 bis 1981 war er Verwalter einer Assistentenstelle am Lehrstuhl für Fränkische Kirchengeschichte der Universität Würzburg. 1983 legte er das Staatsexamen für den Höheren Archivdienst ab. Von 1992 bis 2010 war er Leiter des Archivs des Erzbistums Bamberg.

## Schriften (Auswahl)
- 100 Jahre Maria-Hilf-Kapelle zu Kleinziegenfeld 1873–1973. Kleinziegenfeld 1973, OCLC 631550094.
- Die Bamberger Kirche in Auseinandersetzung mit dem Ersten Vatikanischen Konzil. Lichtenfels 1982, ISBN 3-87735-094-1.
- Von der Kümmernis ins Kleinziegenfelder Tal. Neugotische Kapellen, Bau- und Kunstgeschichte, Personen und Ereignisse. Eggolsheim 1998, OCLC 76043034.
- Archiv des Erzbistums Bamberg. Bamberg 2002, ISBN 3-9808138-1-9.